# For Every Heart
For Every Heart — дебютный студийный альбом украинской певицы Джамалы, выпущенный 29 марта 2011 года под лейблом «Moon Records». Запись альбома длилась более года на Украине, чем певица очень гордится. В поддержку альбома были выпущены синглы «You Are Made of Love», «It’s Me, Jamala» и «Smile».

## История создания
Релиз альбома состоялся 29 марта 2011 года. Альбом был выложен на официальном сайте певицы для бесплатного скачивания, а также выпущен на компакт-дисках.
В альбом входят 15 песен: 11 авторских (музыку для которых написала сама певица), крымско-татарская народная песня «Penсereden» (которую Джамала посвящает своей бабушке Эдие и всему крымскотатарскому народу), а также три бонус-трека («History Repeating», «Маменькин сынок», «Верше, мій верше») — песни, которые Джамала исполняла на «Новой Волне-2009».
Аранжировщиком и саунд-продюсером альбома выступил украинский музыкант Евгений Филатов, известный многим как фронтмен группы «The Maneken», а автором слов — украинская поэтесса, лирик Татьяна Скубашевская.
Также к альбому прилагается 24-страничный буклет с текстами песен, фотографиями исполнительницы и иллюстрациями дизайнера Гаянэ Асцатурян. Фотосессию для обложки и буклета делали во Львове; фотограф — Саша Самсонова. Альбом получил хорошую оценку от обозревателя портала NewsMuz.

## Список композиций
| №                   | Название                                        | Длительность |
| ------------------- | ----------------------------------------------- | ------------ |
| 1.                  | «For Every Heart»                               | 3:39         |
| 2.                  | «One More Try»                                  | 4:19         |
| 3.                  | «You Are Made Of Love»                          | 3:58         |
| 4.                  | «It's Me, Jamala»                               | 3:19         |
| 5.                  | «Alas»                                          | 4:41         |
| 6.                  | «In My Shoes»                                   | 3:35         |
| 7.                  | «Without You»                                   | 5:04         |
| 8.                  | «Sing It Out»                                   | 3:46         |
| 9.                  | «Find Me»                                       | 4:43         |
| 10.                 | «I See You Every Night»                         | 3:23         |
| 11.                 | «Pengereden» (на крымскотатарском)              | 2:57         |
| 12.                 | «Smile»                                         | 3:12         |
| 13.                 | «History Repeating»                             | 3:14         |
| 14.                 | «Маменькин сынок» (на русском) (бонус трек)     | 3:30         |
| 15.                 | «Верше, мій верше» (на украинском) (бонус трек) | 3:24         |
| Общая длительность: | Общая длительность:                             | 56:30        |

## История релиза
| Регион  | Дата          | Лейбл        | Формат |
| ------- | ------------- | ------------ | ------ |
| Украина | 29 марта 2011 | Moon Records | ЦД, CD |